# Stenoma ignobilis
Stenoma ignobilis es una especie de polilla del género Stenoma, orden Lepidoptera.
Fue descrita científicamente por Zeller en 1854.

## Distribución
Se distribuye por Guayana Francesa y británica, Panamá, Costa Rica, Venezuela y Brasil.